# Wendy Cruz
Wendy Cruz (* 7. März 1976 in Santiago de los Caballeros) ist ein ehemaliger dominikanischer Radrennfahrer.
Wendy Cruz gewann 2001, 2008 und 2012 jeweils eine Etappe bei der Vuelta a la Independencia Nacional. 2005 konnte er auch ein Teilstück bei der Puerto-Rico-Rundfahrt gewinnen und entschied auch die Gesamtwertung für sich. Ab 2006 fuhr er für das puerto-ricanische Continental Team Caico. Bei der Karibik-Meisterschaft auf den Britischen Jungferninseln belegte er den zweiten Platz im Straßenrennen. In der Saison 2007 gewann er erneut eine Etappe bei der Vuelta a la Independencia Nacional und war auch im Straßenrennen der Panamerikanischen Spiele in Rio de Janeiro erfolgreich. 2008 wurde er nationaler Meister im Straßenrennen. 2012 belegte er Rang fünf im Straßenrennen der Panamerikanischen Straßen-Radmeisterschaften.

## Erfolge
2001
- eine Etappe Vuelta a la Independencia Nacional

2005
- eine Etappe und Gesamtwertung Puerto Rico-Rundfahrt

2008
- eine Etappe Vuelta a la Independencia Nacional

2012
- eine Etappe Vuelta a la Independencia Nacional

## Teams
- 2006–2008 Caico Cycling Team
- 2012 Ochoa Finauto-Santiago

| Personendaten    | Personendaten                 |
| ---------------- | ----------------------------- |
| NAME             | Cruz, Wendy                   |
| KURZBESCHREIBUNG | dominikanischer Radrennfahrer |
| GEBURTSDATUM     | 7. März 1976                  |
| GEBURTSORT       | Santiago de los Caballeros    |